# Zoop
Zoop é um  Jogo eletrônico de quebra cabeça desenvolvido pela Hookstone Ltd, e publicado pela Viacom New Media.
Algumas de suas regras lembra o Plotting (conhecido em alguns lugares como Flipull), mas, diferente de Plotting, Zoop roda em tempo real.
Jogos oficiais do Zoop foram lançados para Game Boy, Game Gear, Mega Drive/Genesis, Super NES, Atari Jaguar, Sega Saturn, PlayStation, Microsoft MS-DOS, e Macintosh.

## Som e música
A versão MS-DOS do jogo suporta várias placas de som, e conta com som MIDI wavetable. Os efeitos de som tem um tom de "cartoon" para combinar com as cores vibrantes que aparecem nas fases. A música é basicamente jazz, e "evolui" com o jogo. O título e as telas de opção, e as primeiras fases, apresentam músicas mais calmas. À medida que o nível fica mais difícil, a música fica mais e mais tensa, combinando com a atmosfera rápida do jogo.

## Cultura Pop
Zoop aparece em South Park, no episódio "Towelie".